# Riethoven
Riethoven è una località e un'ex-municipalità dei Paesi Bassi situata nella provincia del Brabante Settentrionale. Soppressa il 1º gennaio 1997, il suo territorio, è stato incorporato in quello della municipalità di Bergeijk.